# Николаевка (Гадячский район)
Николаевка (укр. Миколаївка) — село,
Гречановский сельский совет,
Гадячский район,
Полтавская область,
Украина.
Код КОАТУУ — 5320482405. Население по переписи 2001 года составляло 121 человек.

## Географическое положение
Село Николаевка находится на правом берегу реки Сухая Грунька,
ниже по течению на расстоянии в 1,5 км расположено село Гречановка.

## История
- 1835 — дата основания.